# Joe Chambers
Joe Chambers (Chester, Pennsylvania, 1942. június 25. –) amerikai dzsesszdobos, zongorista, vibrafonista és zeneszerző.

## Pályafutás
Joe Chambers Philadelphia közelében született zenészcsaládban. Chambers nemcsak Louis Jordan és Slim Gaillard rock and rollját hallgatta, hanem Vivaldi, Wagner, Beethoven és Gustav Mahler klasszikus műveit is. „Azt hiszem, az embert a hangszere választja ki.”
Egy évig járt a Philadelphiai Konzervatóriumba. Az 1960-as, 1970-es években Chambers számos kiemelkedő előadóval koncertezett: Eric Dolphy, Charles Mingus, Wayne Shorter, Chick Corea társaságában játszott. Ebben az időszakban kompozíciói is szerepeltek néhány albumon, amelyeken játszott például Freddie Hubbarddal és Bobby Hutchersonnal. Tizenöt albumot adott ki zenekarvezetőként, és tagja volt Max Roach M'Boom ütős-együttesének.
Tanít a New York-i „New School for Jazz and Contemporary Musicon”, ahol az „Outlaw Bandet” is vezeti. 2008-ban professzorként került a „University of North Carolina Wilmington” zenei tanszékére.

## Albumok
(zenekarvezetőként)
- 1974: The Almoravid
- 1976: New World
- 1977: Double Exposure
- 1979: Joe Chambers and Friends: Chamber Music
- 1979: Joe Chambers Plays Piano
- 1981: New York Concerto featuring Yoshiaki Masuo
- 1991: Phantom of the City – live
- 1995: Isla Verde with Trio Dejaiz
- 1998: Mirrors
- 2002: Urban Grooves
- 2005: The Outlaw
- 2009: Horace to Max
- 2012: Joe Chambers Moving Pictures Orchestra
- 2015: Landscapes
- 2020: Samba de Maracatu
- 2022: Dance Kobina